# Італія на Дитячому пісенному конкурсі Євробачення
Італія на Дитячому пісенному конкурсі Євробачення дебютувала у 2014 році, коли й здобула свою першу перемогу, яка наразі є єдиною для країни. Першим предсавником Італії на конкурсі став Вінченцо Кант’єлло з піснею «Tu primo grande amore» (Ти перше велике кохання). Всього країна була учасницею Дитячого Євробачення 8 разів, останній з яких відбувся у 2022 році в Єревані, Вірменія.

## Учасники
Умовні позначення
     Переможець
     Друге місце
     Третє місце
     Четверте місце
     П'яте місце
     Останнє місце
     Не брала участі
     Відмова від участі
| Рік  | Місце проведення | Учасник            | Пісня                                                          | Місце           | Бали            |
| ---- | ---------------- | ------------------ | -------------------------------------------------------------- | --------------- | --------------- |
| 2014 | Марса            | Вінченцо Кант’єлло | «Tu primo grande amore» (Ти перше велике кохання)              | 1               | 159             |
| 2015 | Софія            | К’яра і Мартіна    | «Viva» (Віва)                                                  | 16              | 34              |
| 2016 | Валетта          | Фіамма Бочча       | «Cara Mamma / Dear Mom» (Люба мамо)                            | 3               | 209             |
| 2017 | Тбілісі          | Марія Ісіда Фіоре  | «Scelgo (My Choice)» (Мій вибір)                               | 11              | 86              |
| 2018 | Мінськ           | Мелісса і Марко    | «What Is Love» (Що таке любов)                                 | 7               | 151             |
| 2019 | Гливиці          | Марта Віола        | «La Voce Della Terra» (Голос Землі)                            | 7               | 129             |
| 2020 | Варшава          | Не брала участь    | Не брала участь                                                | Не брала участь | Не брала участь |
| 2021 | Париж            | Елізабетта Ліцца   | «Specchio (Mirror on the Wall)» (Дзеркало / Дзеркало на стіні) | 10              | 107             |
| 2022 | Єреван           | Шанель Ділекта     | «Bla Bla Bla» (Бла бла бла)                                    | 11              | 95              |
| 2023 | Ніцца            | Мелісса та Раня    | «Un mondo giusto» (Справедливий світ)                          | 11              | 81              |
| 2024 | Мадрид           | Сімон Ґранде       | «Pigiama Party» (Піжамна вечірка)                              | 9               | 98              |
| 2025 |                  |                    |                                                                |                 |                 |

## Історія голосування (2014-2024)
| №  | Дано               | Дано | Отримано           | Отримано |
| №  | Країна             | Очок | Країна             | Очок     |
| -- | ------------------ | ---- | ------------------ | -------- |
| 1  | Мальта             | 72   | Грузія             | 63       |
| 2  | Грузія             | 51   | Мальта             | 60       |
| 3  | Албанія            | 41   | Ірландія           | 55       |
| 4  | Франція            | 40   | Албанія            | 50       |
| 5  | Австралія          | 39   | Сербія             | 42       |
| 6  | Болгарія           | 38   | Північна Македонія | 40       |
| 7  | Ірландія           | 36   | Україна            | 36       |
| 8  | Нідерланди         | 33   | Польща             | 36       |
| 9  | Іспанія            | 29   | Нідерланди         | 35       |
| 10 | Україна            | 27   | Болгарія           | 31       |
| 11 | Вірменія           | 26   | Кіпр               | 31       |
| 12 | Польща             | 25   | Франція            | 27       |
| 13 | Білорусь           | 23   | Білорусь           | 24       |
| 14 | Сербія             | 22   | Вірменія           | 24       |
| 15 | Португалія         | 18   | Ізраїль            | 21       |
| 16 | Азербайджан        | 16   | Росія              | 21       |
| 17 | Велика Британія    | 16   | Сан-Марино         | 18       |
| 18 | Росія              | 14   | Австралія          | 17       |
| 19 | Північна Македонія | 13   | Португалія         | 16       |
| 20 | Казахстан          | 12   | Казахстан          | 15       |
| 21 | Ізраїль            | 10   | Чорногорія         | 13       |
| 22 | Сан-Марино         | 9    | Словенія           | 12       |
| 23 | Словенія           | 7    | Іспанія            | 12       |
| 24 | Уельс              | 6    | Хорватія           | 10       |
| 25 | Кіпр               | 5    | Швеція             | 7        |
| 26 | Швеція             | 4    | Естонія            | 6        |
| 27 | Естонія            | 2    | Азербайджан        | 5        |
| 28 | Німеччина          | 1    | Уельс              | 3        |
| 29 | Хорватія           | —    | Велика Британія    | —        |
| 30 | Чорногорія         | —    | Німеччина          | —        |